# Confédération européenne d'escrime
Pour les articles homonymes, voir CEE.
La Confédération européenne d'escrime (CEE) est un organisme international créé en 1991 chargé de promouvoir et de développer l'escrime en Europe. Il organise tous les ans des Championnats d'Europe d'escrime pour les catégories senior et junior.
La confédération européenne d’escrime  regroupe toutes les fédérations nationales européennes (plus celle d'Israël) et est placée sous l’autorité de la Fédération internationale d'escrime.
La Confédération a été créée le 26 octobre 1991 à Vienne en Autriche. Elle est basée à Luxembourg dans les locaux de la Fédération Luxembourgeoise d’Escrime, même si sa gestion administrative se fait au siège de la fédération dont est issu le Secrétaire Général.
Ses buts sont de :
- promouvoir et développer l’escrime en Europe ;
- assurer une entraide technique entre les différentes fédérations ;
- coordonner et améliorer l’enseignement de l’escrime en Europe ;
- représenter l’escrime auprès des instances européennes ;
- organiser les Championnats d’Europe d’escrime.

## Organes de la CEE
- l'Assemblée générale. Elle est l’organe suprême de la Confédération. Elle est composée de délégués mandatés par les fédérations membres ;
- le Comité exécutif (COMEX). Il est composé de 10 membres élus par l’assemblée générale tous issus d’une fédération différente ;
- le Président ;
- deux commissaires aux comptes.

## Les commissions
Le COMEX a créé 4 commissions dont les membres sont élus par lui :
- Commission de l’enseignement ;
- Commission des compétitions ;
- Commission des loisirs et des vétérans ;
- Commission du marketing.

## Les membres
Les fédérations membres de la Confédération européenne d'escrime sont : 
| Fédération allemande d'escrime Arménie Autriche Azerbaïdjan Belgique Biélorussie Bulgarie Chypre Croatie Danemark Slovaquie Slovénie Espagne Estonie Finlande Fédération française d'escrime Géorgie Grèce Hongrie Fédération irlandaise d'escrime Islande Israël | Fédération italienne d'escrime Lettonie Lituanie Luxembourg Macédoine Malte Moldavie Monaco Norvège Pays-Bas Pologne Portugal République tchèque Fédération britannique d'escrime Roumanie Russie Saint-Marin Serbie Suède Suisse Turquie Ukraine |